# 厳浄寺 (甲賀市)
厳浄寺（ごんじょうじ）は、滋賀県甲賀市にある浄土真宗本願寺派の寺院。山号は紫雲山。本尊は阿弥陀如来。旧甲南町に現存する唯一の浄土真宗の寺である。

## 歴史
長禄2年（1458年）にこの地に建てられた惣道場を起源とする。元亀元年（1570年）には京都の常楽寺の末寺と定められ、その年に本願寺第11世顕如の花押が記された親鸞の絵伝四幅を下付される。寛保元年（1741年）に厳浄寺の寺号を許され、宝暦13年（1763年）には蓮如上人、七高僧、聖徳太子の絵像が下付される。寛政12年（1800年）に西本願寺より木仏（阿弥陀如来立像）が下付される。
明治時代に本堂再建と屋根整備をする際、旧水口城の材木・瓦等が利用されている。

## 周辺
- 矢川神社
- 屋船神社